# Bogidiella vandeli
Bogidiella vandeli is een vlokreeftensoort uit de familie van de Bogidiellidae. De wetenschappelijke naam van de soort is voor het eerst geldig gepubliceerd in 1968 door Coineau.